# براندون هاريس
براندون هاريس (بالإنجليزية: Brandon Harris)‏ هو لاعب كرة قدم أمريكية أمريكي، ولد في 24 يناير 1990 في ميامي في الولايات المتحدة.

## وصلات خارجية
- براندون هاريس على موقع مرجع كرة القدم المحترفة.كوم (الإنجليزية)